# Jardin botanique de Rennsteig
Le jardin botanique de Rennsteig (en allemand Rennsteiggarten Oberhof) est un jardin botanique situé en Allemagne à Rennsteig (Thuringe). Ce jardin, qui se trouve en forêt de Thuringe près d'Oberhof, est consacré à la flore alpine. Il s'étend sur sept hectares présentant plus de quatre mille espèces des montagnes d'Europe, d'Asie, d'Amérique du Nord et d'Amérique du Sud, de Nouvelle-Zélande et de la région arctique. Il est complètement recouvert de neige pendant 150 jours en moyenne.
Le code international du jardin et de son herbier est OBRHF.

## Historique
Le jardin botanique a été institué le 5 septembre 1970 à l'emplacement d'une ancienne carrière du mont Pfanntalskopf, à une altitude de 868 mètres. L'association culturelle Kulturbund et l'institut de botanique de l'université d'Iéna ont fondé deux ans plus tard une union afin de soutenir la recherche scientifique établie au jardin botanique de Rennsteig, permettant aussitôt les débuts des plantations. Les premiers spécimens sont issus du jardin botanique d'Iéna.
La section des plantes originaires des zones humides a été inaugurée en 1980 et en 1985, celle des plantes protégées des montagnes de Thuringe (alors en RDA). Le jardin des herbes de Thuringe a ouvert en 1993.

## Collections
Parmi les quatre mille espèces des collections, l'on peut distinguer les espèces suivantes : Acinos alpinus, Adonis vernalis, Androsace carnea, Androsace helvetica, Aquilegia formosa, Arctostaphylos alpina, Calceolaria darwinii, Callianthemum anemonoides, Caltha howellii, Campanula barbata, Cornus canadensis, Cypripedium calceolus, Daphne arbuscula, Daphne blagayana, Dianthus glacialis, Eryngium alpinum, Fritillaria meleagris, Gentiana asclepiadea, Gentiana lutea, Gentiana occidentalis, Gentiana verna, Globularia cordifolia, Helichrysum bellidioides, Incarvillea mairei, Lilium bulbiferum, Lilium carniolicum, Lilium oxypetalum, Meconopsis integrifolia, Ramonda nathaliae, Rhododendron camtschaticum, Rhododendron ferrugineum, Salix hylematica, Soldanella alpina, Teucrium montanum, Thalictrum aquilegifolium, Thymus doerfleri, et Tulipa montana.

## Illustrations
Illustrations de plantes présentées au jardin botanique de Rennsteig.

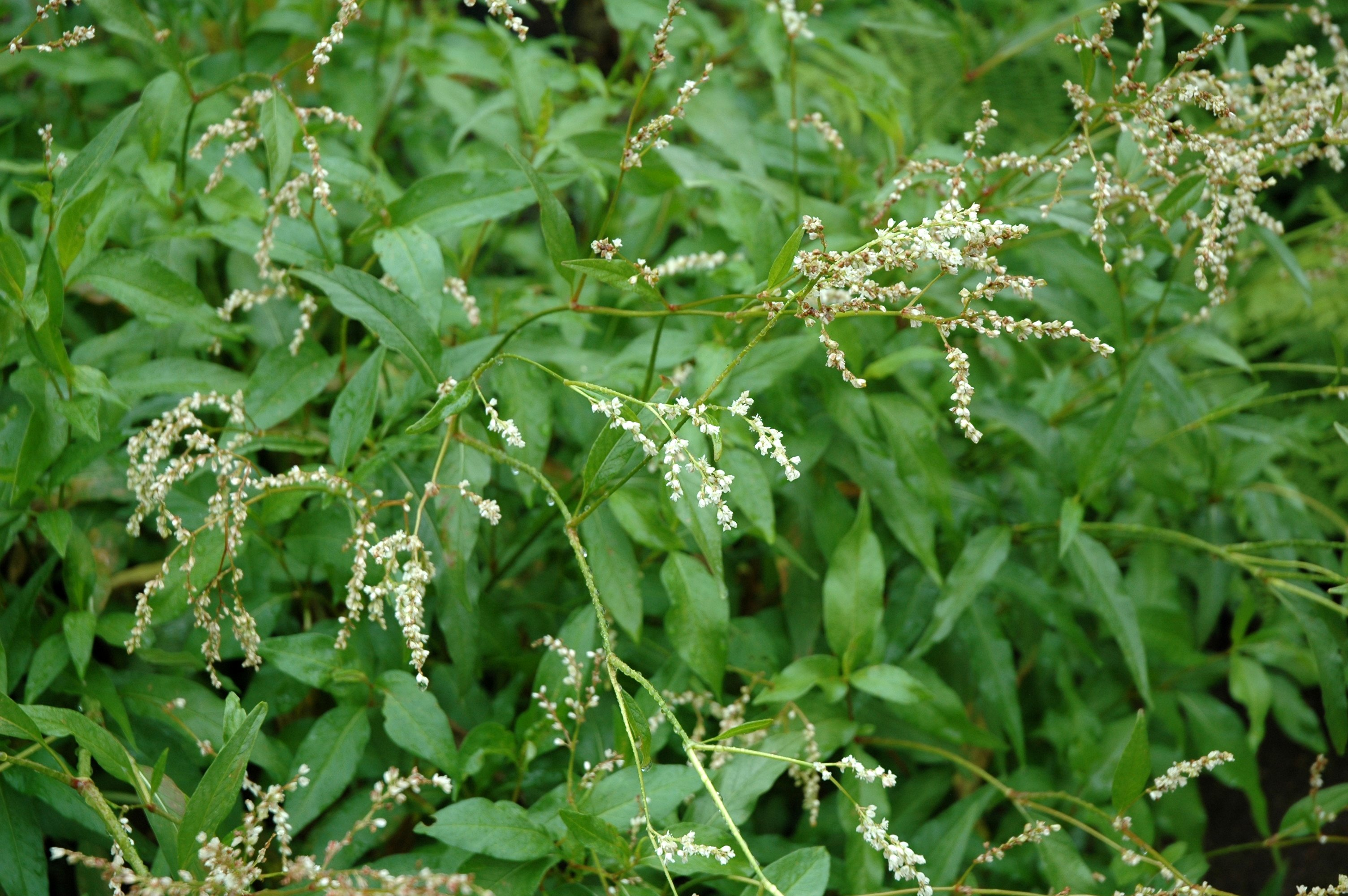
Aconogonon alpinum
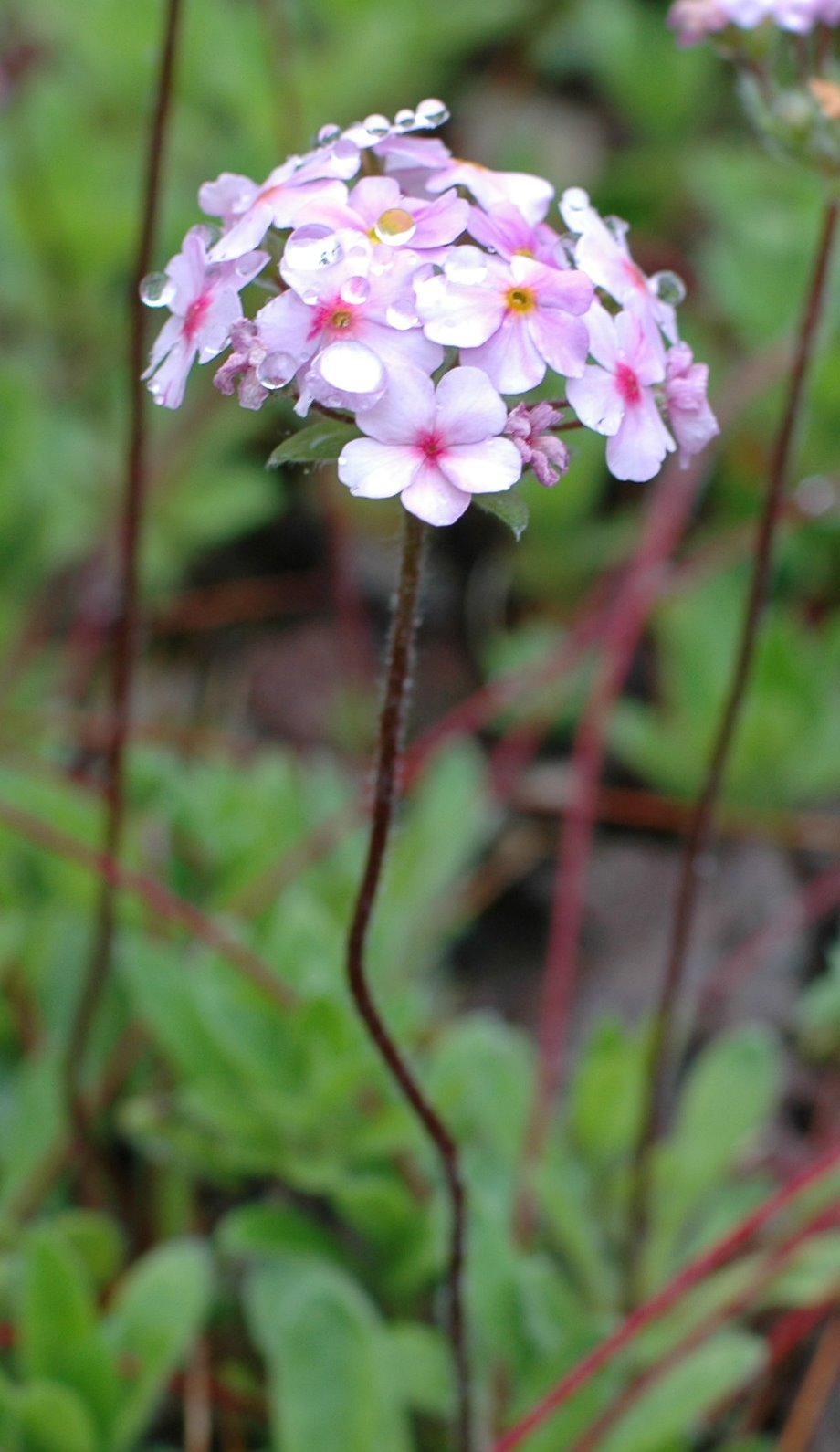
Androsace primuloides
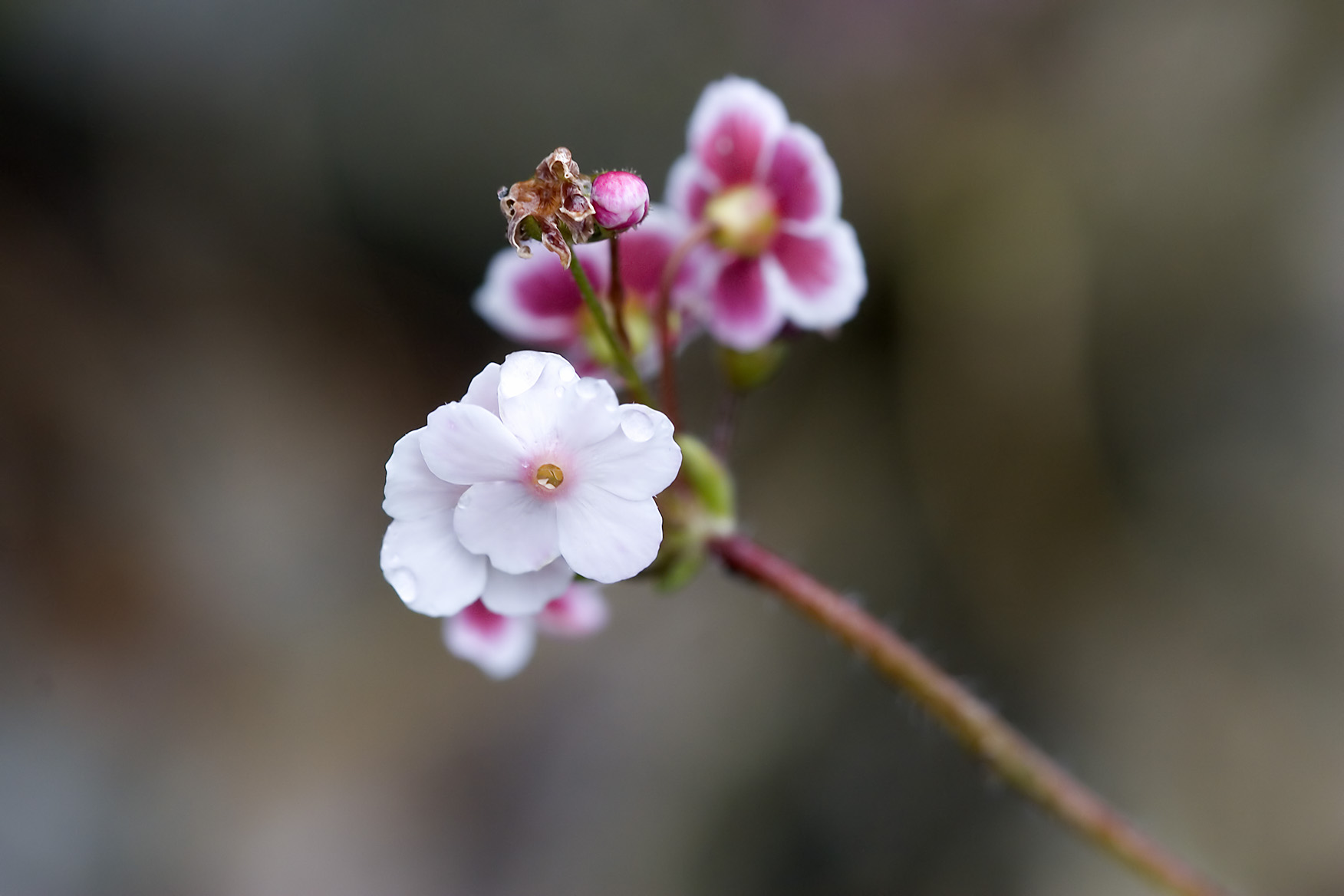
Androsace strigillosa
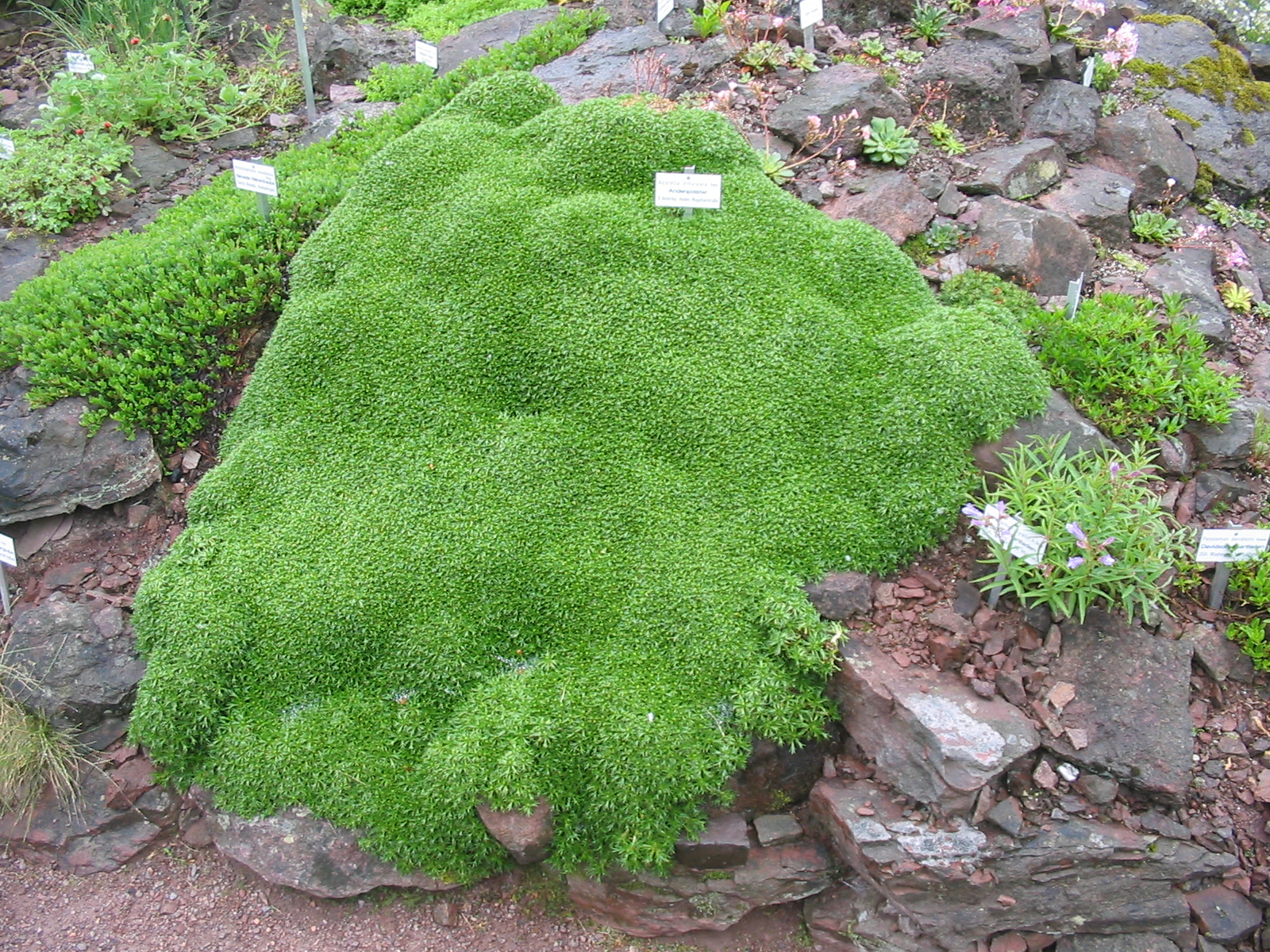
Azorella trifurcata
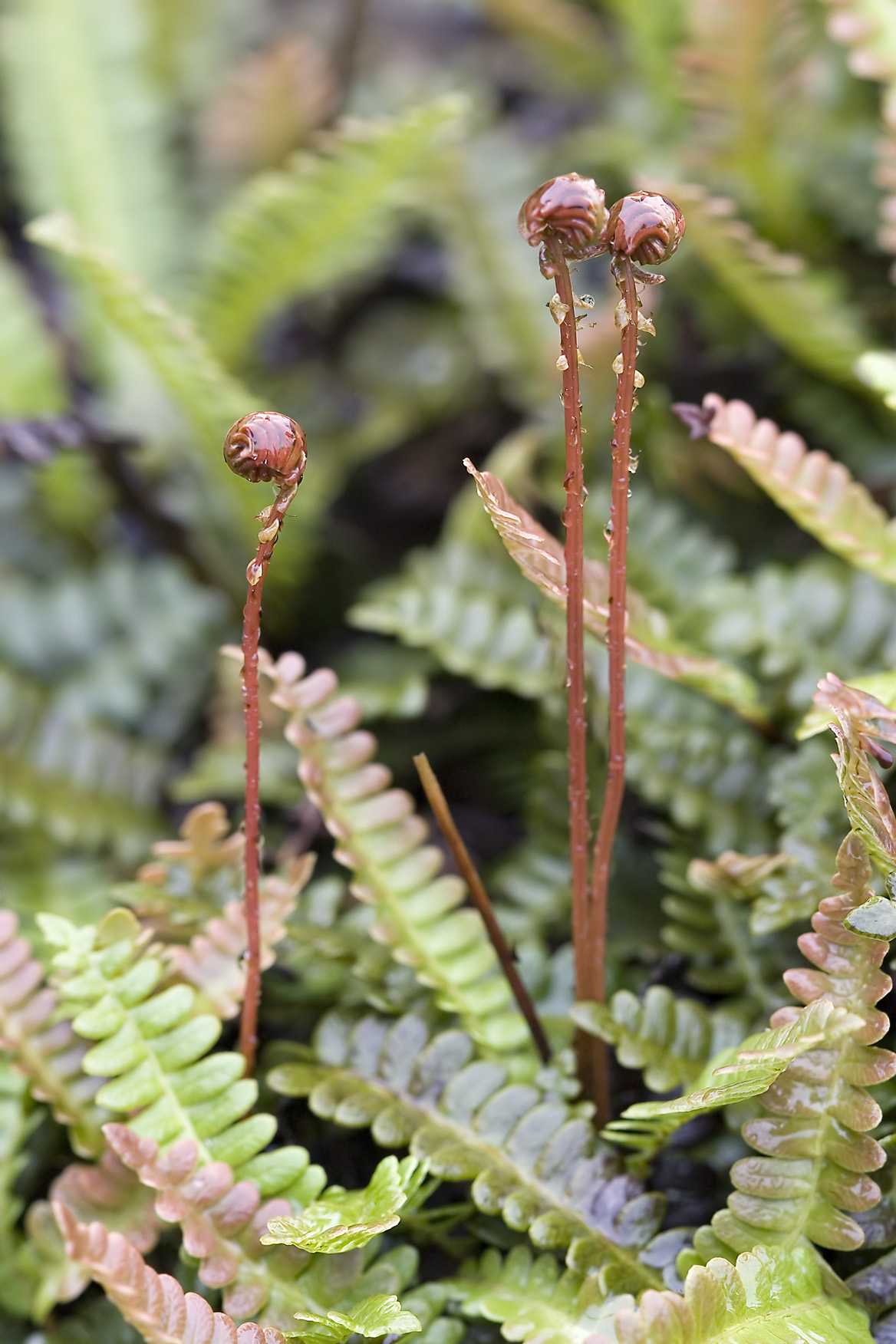
Blechnum penna-maritima
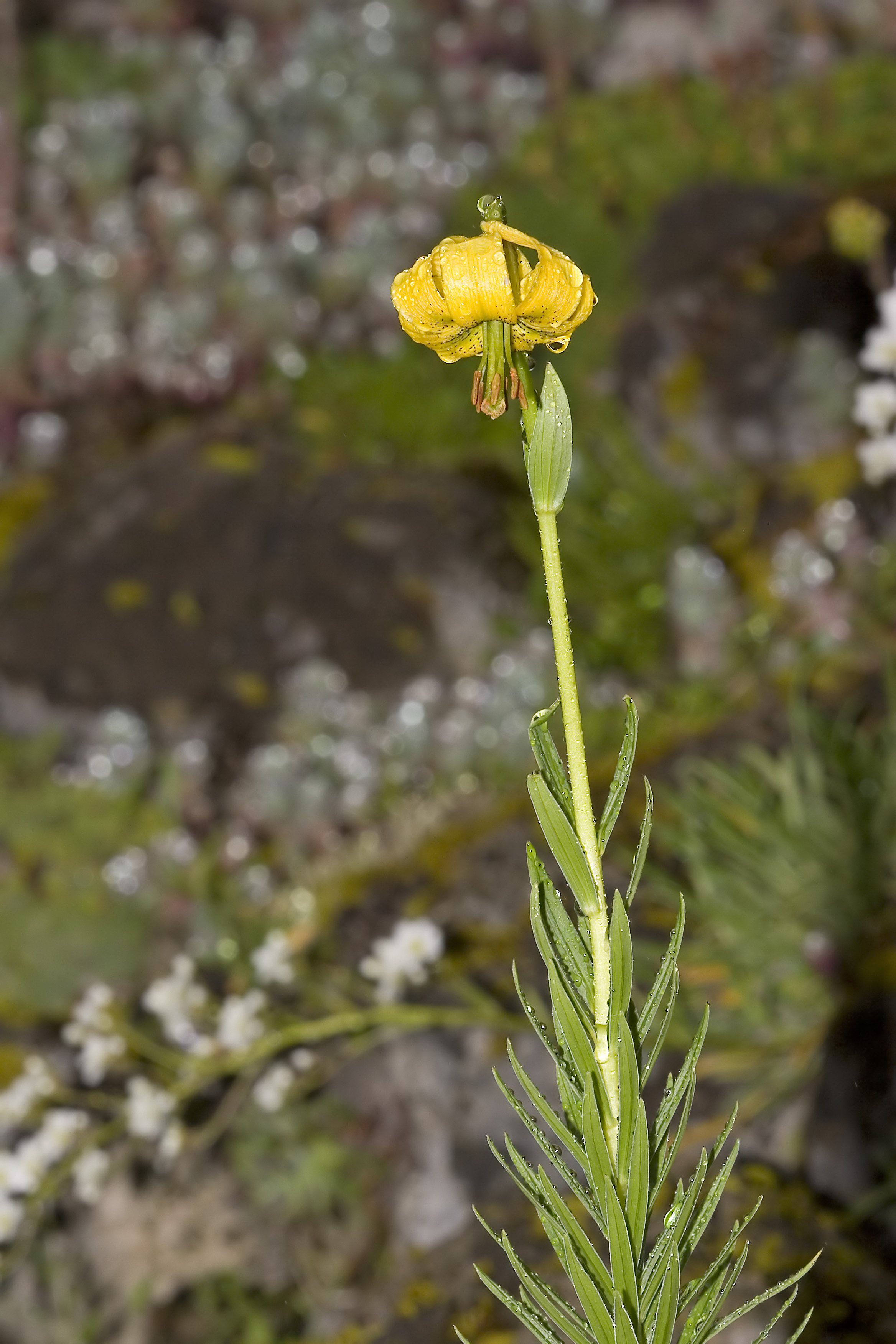
Lilium pyrenaicum
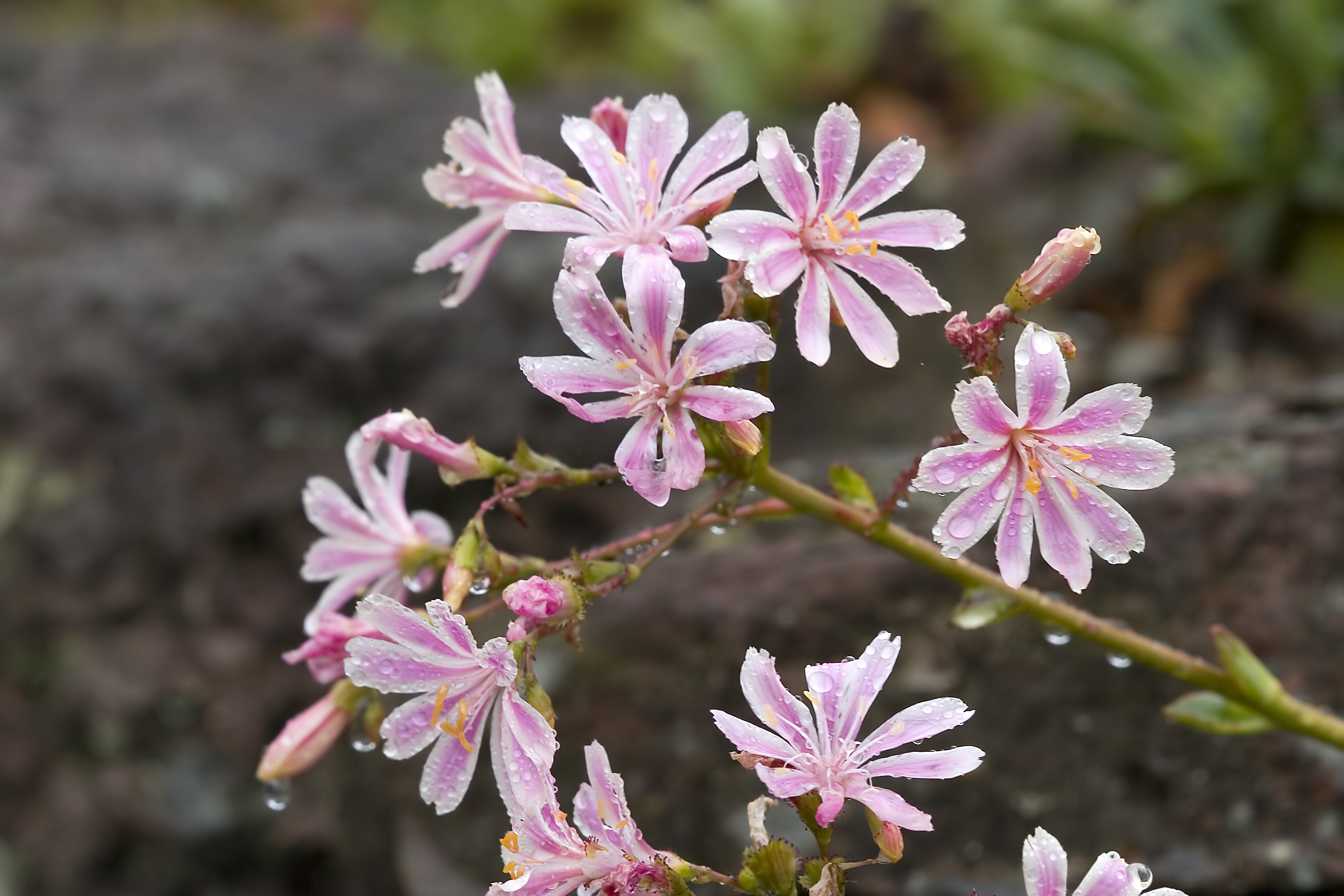
Lewisia cotyledon
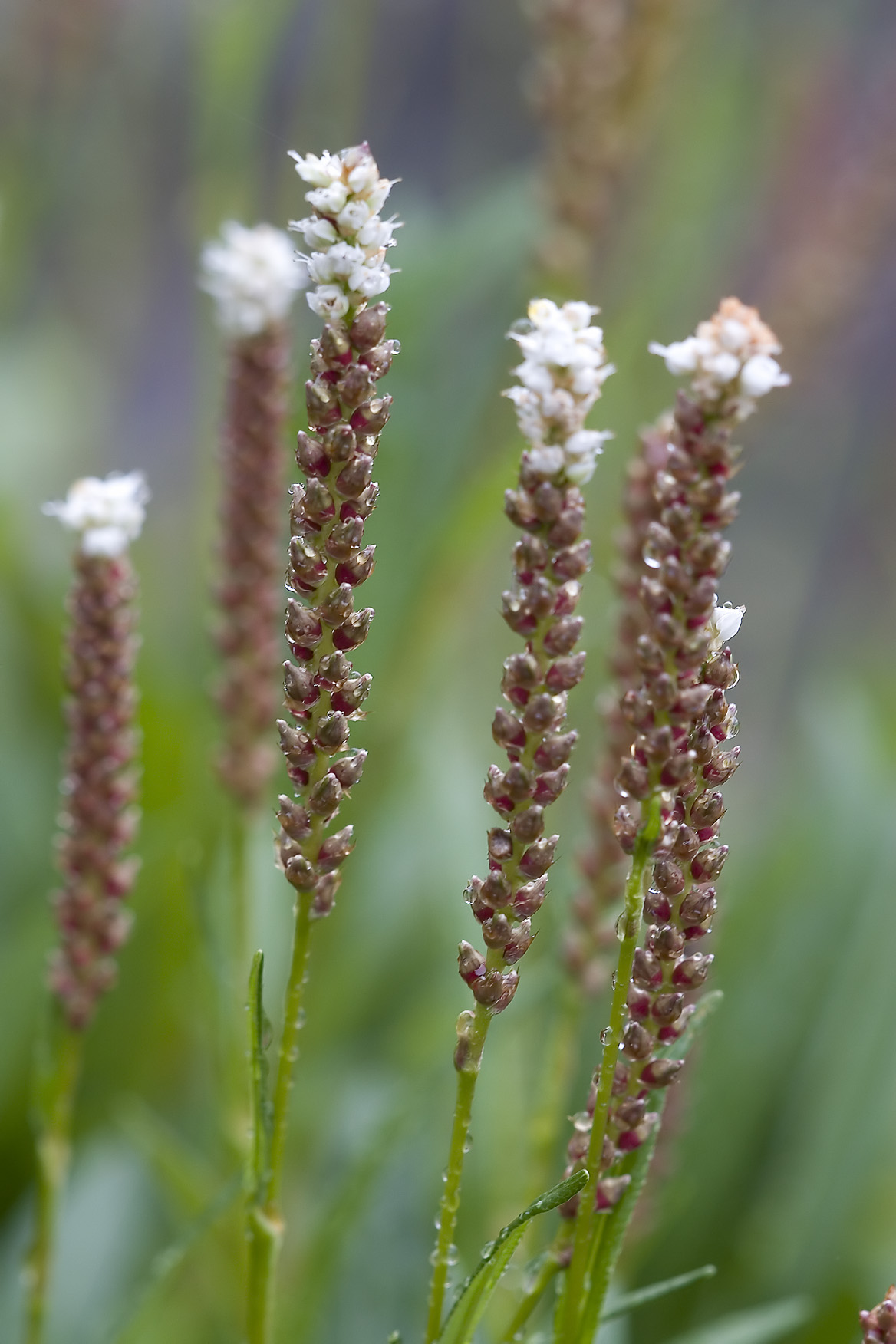
Polygonum viviparum
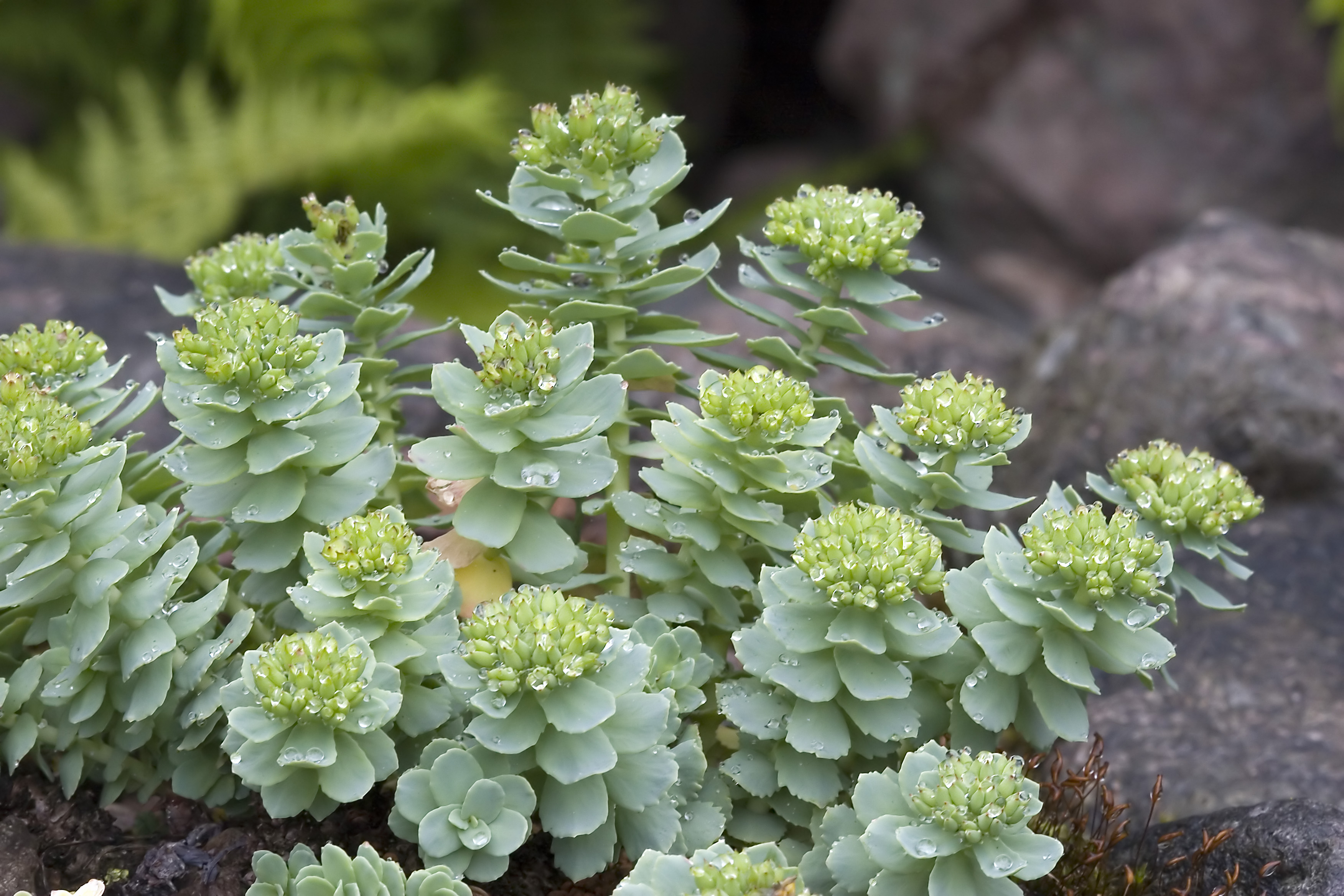
Rhodiola rosea
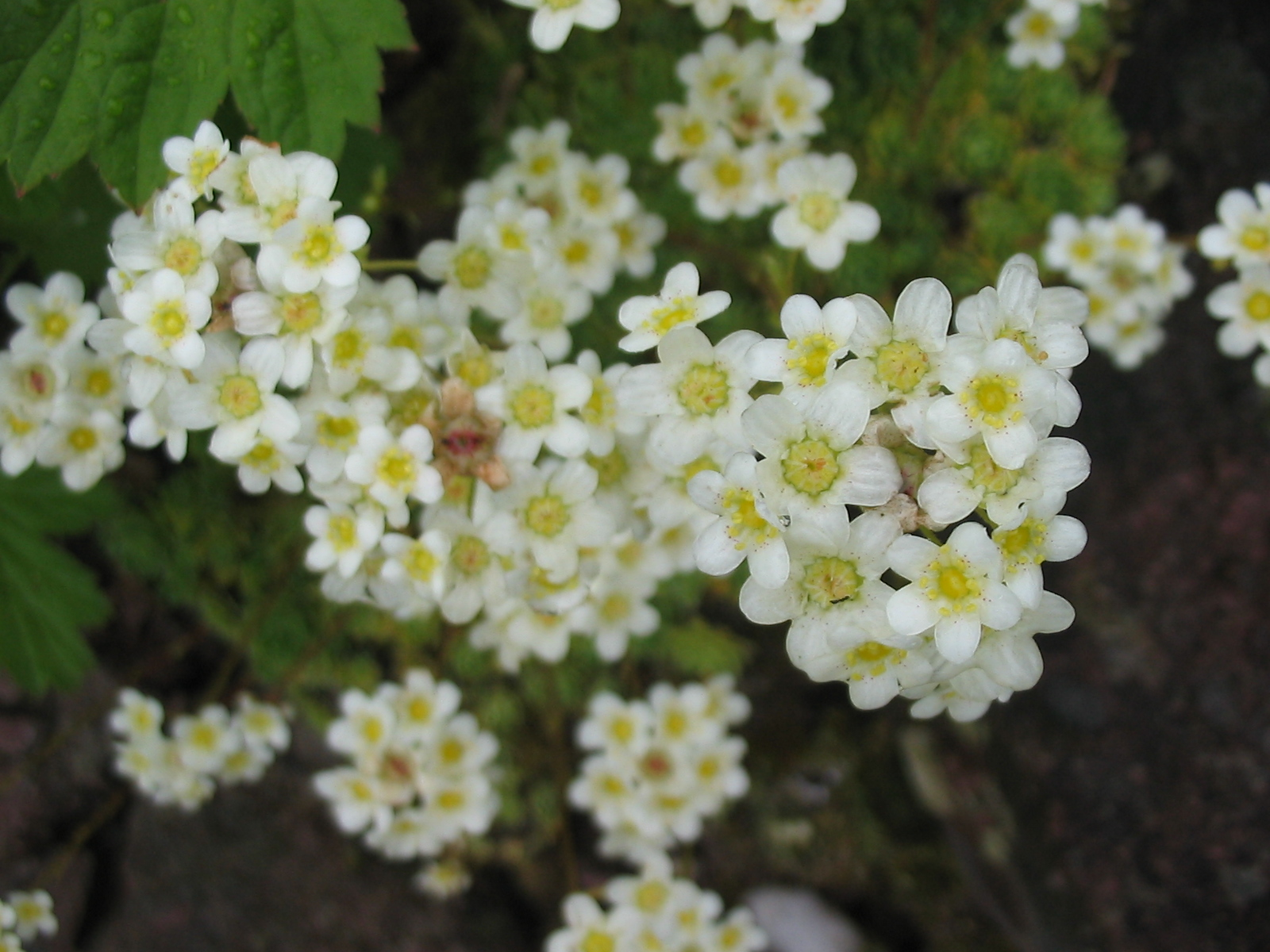
Saxifraga paniculata
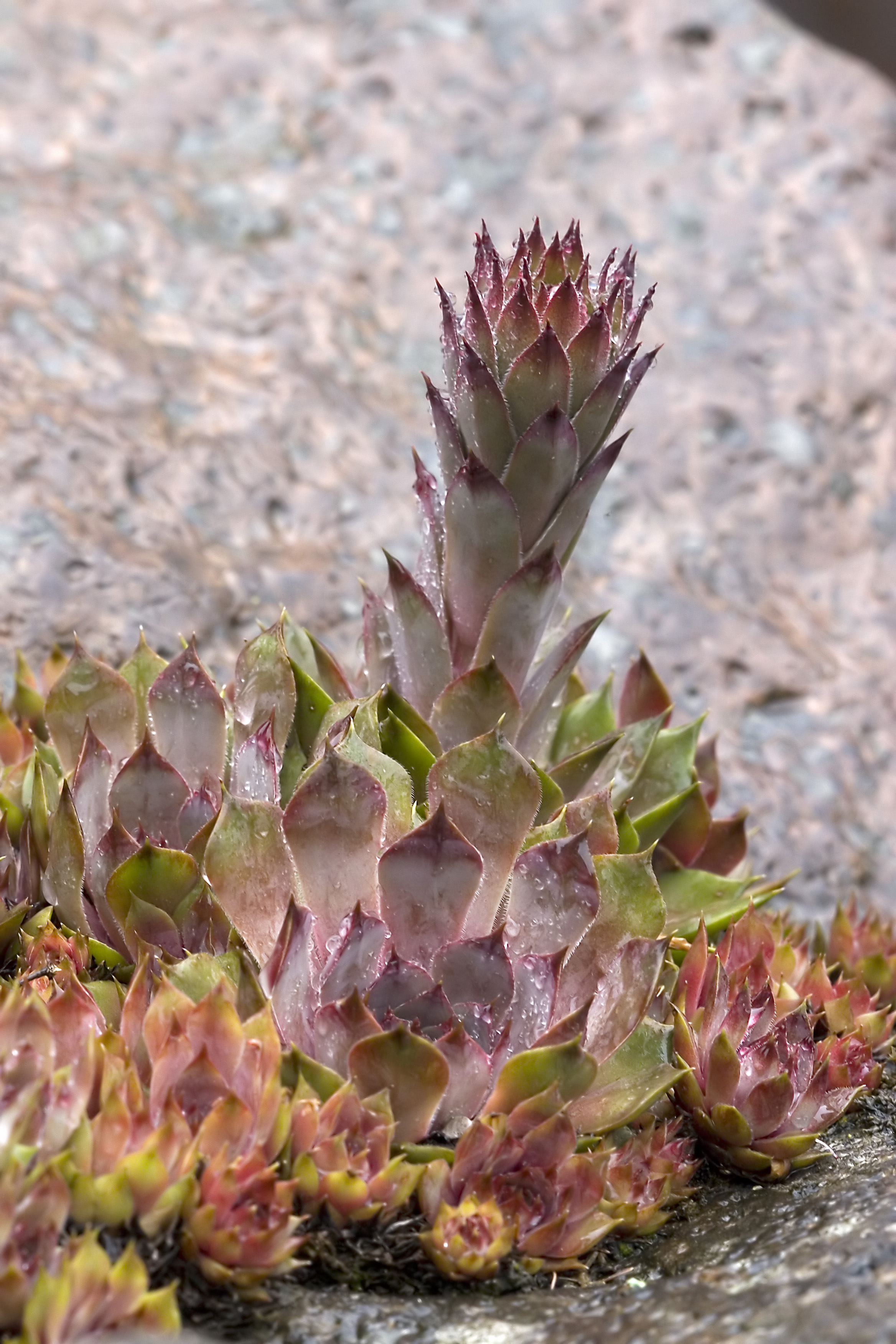
Sempervirum tectorum
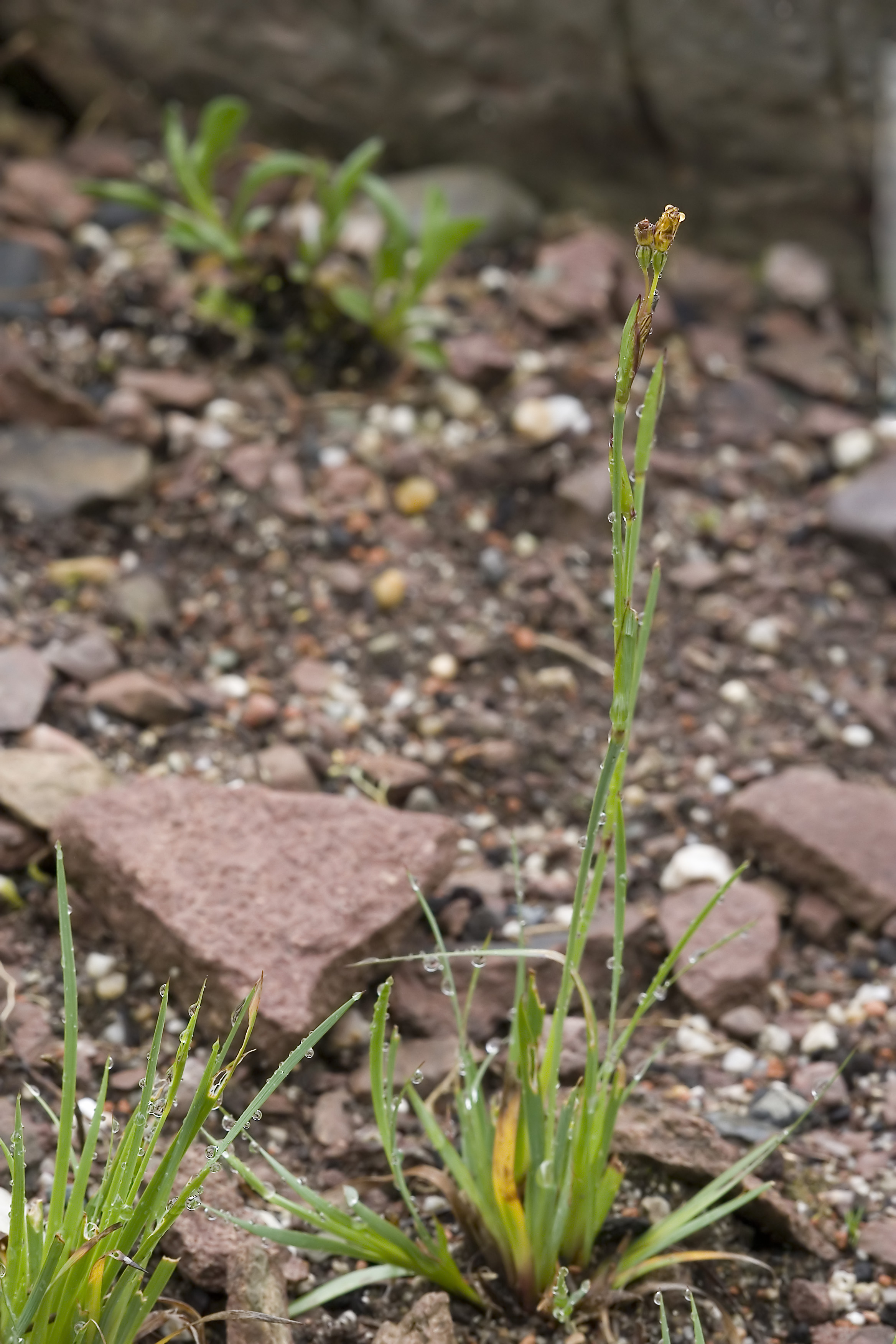
Sisyrinchium patagonicum
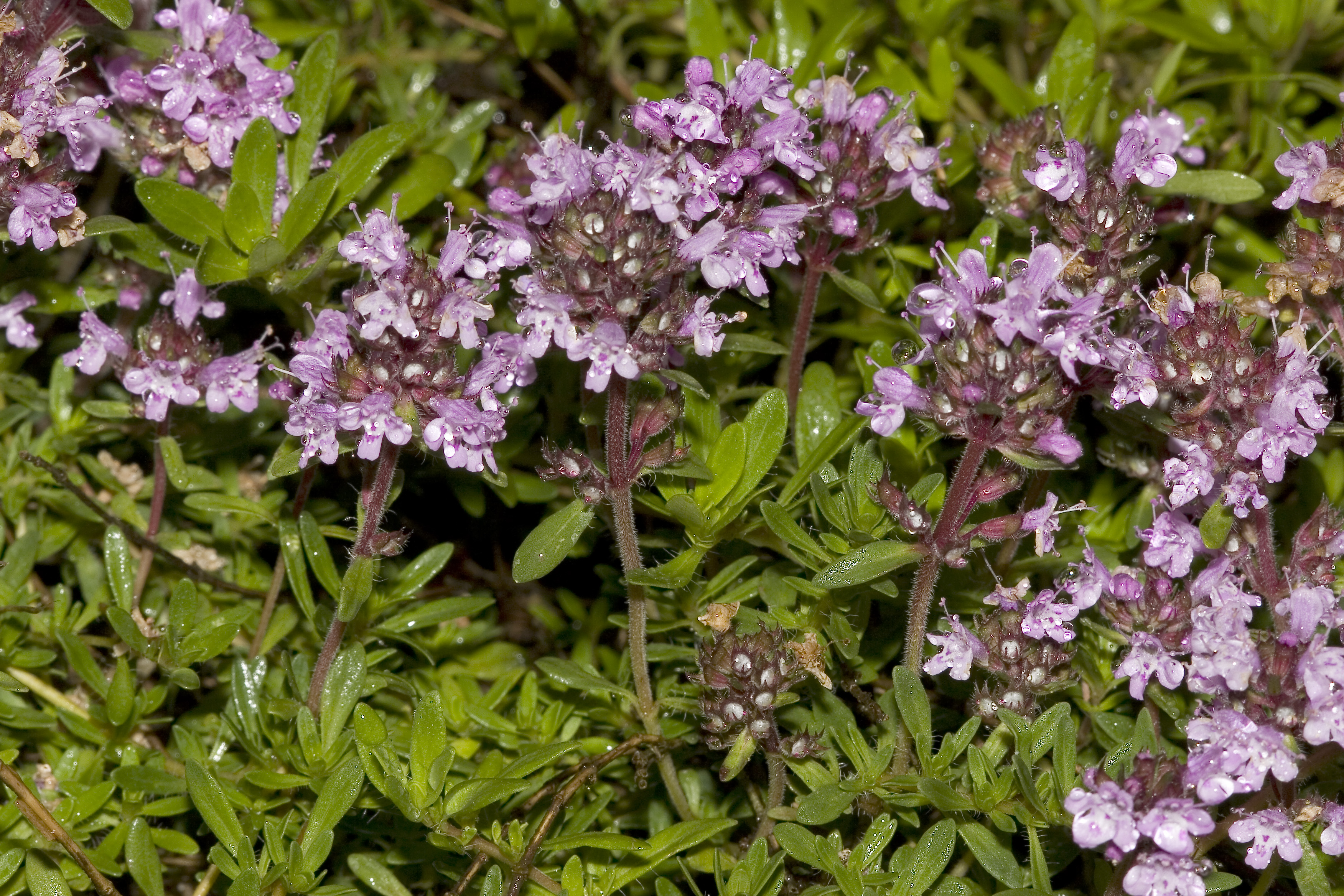
Thymus doerfleri

## Source
- (de) Cet article est partiellement ou en totalité issu de l’article de Wikipédia en allemand intitulé « Rennsteiggarten Oberhof » (voir la liste des auteurs).

- (es) Cet article est partiellement ou en totalité issu de l’article de Wikipédia en espagnol intitulé « Rennsteiggarten Oberhof » (voir la liste des auteurs).